# Euphaedra zeuxis
Euphaedra zeuxis är en fjärilsart som beskrevs av John Obadiah Westwood 1850. Euphaedra zeuxis ingår i släktet Euphaedra och familjen praktfjärilar. Inga underarter finns listade i Catalogue of Life.